# Dmitar Nemanjić
Dmitar Nemanjić (en cirílico serbio: Дмитар Немањић, también Dimitrije) fue un príncipe serbio, hijo de Vukan Nemanjić y sobrino del rey Esteban el Primercoronado. Es venerado como san David Nemanjić con el título de Venerable (Prepodobni) en la Iglesia ortodoxa de Serbia. 

## Biografía
Era hijo de Vukan Nemanjić, y tuvo dos hermanos Đorđe y Esteban. En abril de 1271, pidió al emperador bizantino Miguel VIII Paleólogo que concediera al monasterio de Hilandar una posesión del río Estrimón. Luego tomó los votos monásticos y adoptó el nombre de David. También mandó construir el monasterio de Davidovica cerca de Brodarevo en el río Lim en agosto de 1281, con la ayuda de albañiles de Ragusa. Dmitar es mencionado en 1286 cuando viajó a Jerusalén en peregrinación. 
Tuvo un hijo llamado Vratislav. Su nieto Vratko Nemanjić fue el padre de la princesa Milica, esposa de Lazar Hrebeljanović. Dmitar es venerado cada 24 de septiembre (7 de octubre en el nuevo calendario) en la Iglesia ortodoxa de Serbia.